# 므비보셋

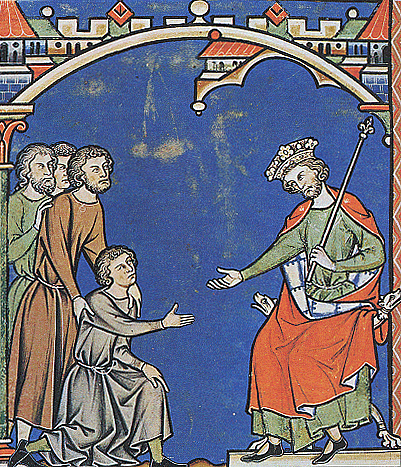

므비보셋(히브리어: מפיבושת)은 구약성서에 나오는 연합 이스라엘 왕국의 초대 왕 사울의 손자이자 요나단의 아들이다. 므비보셋은 '부끄러움을 해치는 자'라는 뜻이다.

## 생애
원래 이름이 '바알과 싸우는 자'라는 뜻의 '므립바알'이며, 어려서부터 다리를 저는 장애인인 므비보셋은 사울과 요나단이 블레셋과 싸우다 전사했을 때 5세였다. 이후 로 드바르(Lo-debar)에 사는 암미엘의 아들 마길의 집으로 피신했다.
이후 사울의 옛 종 시바(Ziba)와 함께 다윗에게로 귀순하였다. 다윗은 요나단을 생각하여 사울왕실에서 살아남은 사람을 돌보려고 하였던 것이다. 성전 공사를 담당하기도 했고 다윗이 압살롬의 난을 피해 피신할 때도 몸종 시바의 배신으로 모함을 당하기도 했다. 이로서 그 모든 땅을 시바에게 빼앗기는 위기도 있었다. 그러나 다윗은 므비보셋을 만나 사정을 듣고 시바와 땅을 나눠 가지게 했다.
이후로도 다윗의 특별한 신임과 보호를 받아 하나님이 기브온 사람의 일로 사울 집안의 후손들을 모두 심판할 때에도 유일하게 그는 제외되어 살아남았다.